# ملعب مورودوك تيكو الوطني
ملعب مورودوك تيكو الوطني هو ملعب قيد الإنشاء يقع في بنوم بنه،كمبوديا.سيستوعب الملعب 75 ألف مشجع.